# 江油市第一涪江大桥
江油市第一涪江大桥又称江油市涪江一桥，原称中坝涪江大桥，是四川省绵阳市江油市区首座横跨涪江的桥梁，连接三合镇与中坝镇。该桥于1959年建成石礅台木桁构下承式公路桥，1965年改建为钢筋混凝土结构桥梁，又于1995年加宽改建为混凝土T型桥。目前，江油市第一涪江大桥是江油市联系涪江两岸的最繁忙通道之一。

## 大事记
- 1959年9月，中坝涪江大桥建成通车，为石礅台木桁构下承式公路桥。
- 1965年8月，大桥改建为钢筋混凝土结构桥梁，长266.4米，宽11米。大桥限载汽车13吨，拖车60吨。
- 1995年2月，大桥加宽改建为混凝土T型桥，宽22.6米，荷载汽车20吨、拖车100吨，允许最大洪峰流量为7320立方米每秒。工程1996年10月竣工。
- 2008年5月12日的汶川大地震中，江油市第一涪江大桥结构受到一定程度损坏，在次年被评定为“带病害服役桥梁”。但由于交通需求较大，大桥没有立即进行加固作业。[3]
- 2010年4月，涪江一桥开始了封闭式加固维修，并在次年完成了加固作业恢复通车。桥面被改为柏油路面。

## 结构
江油市第一涪江大桥为钢筋混凝土结构T型梁桥，全长280.92米，宽22.6米，桥面为双向四车道。大桥荷载汽车20吨、拖车100吨，允许最大洪峰流量为7320立方米每秒。目前大桥禁止大型货车通行。

## 周边
大桥西岸在汶川地震后建设有滨江湿地园，内有大型浮雕墙展示河南和江油两地的文化。另外，大桥两端也与江油市区“豫江大堤”上的滨江绿道相连。